# Suécia nos Jogos Olímpicos de Inverno de 1924
A Suécia mandou 31 competidores que disputaram sete modalidades nos Jogos Olímpicos de Inverno de 1924, em Chamonix, na França. A delegação conquistou 2 medalhas no total, sendo uma de ouro, e uma de prata.